# Stuart Skelton
Stuart Skelton, född 1 januari 1968 i Sydney, är en australisk operatenor med dragning åt baryton, så kallad heldentenor ("hjältetenor"). Han var 2021 års sångsolist vid avslutningskonserten av säsongens Last Night of the Proms vid Royal Albert Hall i London.
Skeltons röst är för stor för romanser men den är flexibel och hans inriktning är därför mot operor där en kraftfull röst krävs som i verk av Richard Wagner, Gustav Mahler och Richard Strauss.
Skelton är gift med Ása Gudjonsdottir som är violinist vid Islands symfoniorkester i Reykjavík där han vistats en stor del av tiden som Covid-19-pandemin har pågått.